# Hadżdż Chalil
Hadżdż Chalil (arab. حاج خليل) – wieś w Syrii, w muhafazie muhafazie Aleppo. W 2004 roku liczyła 626 mieszkańców.